# 조랴쿠 (1077년)
조랴쿠(일본어: 承暦)는 일본의 연호 중 하나이다. 한자는 읽는 방법에 따라 쇼랴쿠(しょうりゃく)로도 읽을 수 있다.
- 전후 : 조호(承保) 이후 - 에이호(永保) 이전
- 시기 : 1077년 ~ 1080년
- 천황 : 시라카와 천황

## 개원
- 조호 4년 11월 17일(율리우스력 1077년 12월 5일)에 개원하여
- 조랴쿠 5년 2월 10일(율리우스력 1081년 3월 22일) 에이호로 개원되었다.

## 출전
《유성전훈》의 "聖人者以懿德永承曆, 崇高則天, 博厚儀地".

## 서력과의 대조표
| 조랴쿠      | 원년       | 2년        | 3년        | 4년        | 5년        |
| ----------- | ---------- | ---------- | ---------- | ---------- | ---------- |
| 서기 (西紀) | 1077년     | 1078년     | 1079년     | 1080년     | 1081년     |
| 간지 (干支) | 정사(丁巳) | 무오(戊午) | 기미(己未) | 경신(庚申) | 신유(辛酉) |

## 같이 보기
- 일본의 연호 일람

| 이전 조호 | 일본의 연호 1077년 ~ 1080년 | 다음 에이호 |